# Lijst van spelers van Club Jorge Wilstermann
Deze lijst omvat voetballers die bij de Boliviaanse voetbalclub Club Jorge Wilstermann spelen of gespeeld hebben. De spelers zijn alfabetisch gerangschikt.

## A
- Ezequiel Abregu
- Bernardo Aguirre
- Diego Alarcón
- Máximo Alcócer
- Facundo Alfonso
- Alfredo
- Héctor Almandoz
- Iván Álvarez
- Santos Amador
- Augusto Andaveris
- Maximiliano Andrada
- Demetrio Angola
- Carmelo Angulo
- Marcelo Angulo
- Adalid Antezana
- Eric Aparicio
- Víctor Aragón
- Wilder Arévalo
- Roberto Argüello
- Carlos Arias
- Nicolas Asencio
- José Ayala

## B
- Julio César Baldivieso
- Marcos Barrera
- Marco Barrero
- Hamlet Barrientos
- Henry Bazán
- Jorge Becerra
- Alejandro Bejarano
- Axel Bejarano
- Martín Belfortti
- Diego Bengolea
- Gerardo García Berodia
- Luis Manuel Blanco
- Juan Brown
- José Burtovoy
- Fabián Bustos

## C
- Mauro Caballero
- Rene Cabrera
- Fernando Cañarte
- Félix Candia
- Marcelo Carballo
- Carlos Cárdenas
- Jaime Cardozo
- Carioca
- Denis Cartagena
- Alberto Carvalho
- Jehanamed Castedo
- Michael Castellón
- Cristian Castillo
- Sergio Castillo
- Raúl Chaparro
- Horacio Chiorazzo
- Osvaldo Cohener
- Jesús Collantes
- Roberto Cuadrado
- Adrián Cuéllar
- Douglas Cuenca
- Raymundo Cunla

## D
- Dani Alonso
- David Mainz
- Lucas De Francesco
- Windsor Del Llano
- Óscar Díaz

## E
- Marcelo Escalante
- Wilson Escalante
- Roger Espinoza
- Francisco Esteche
- Danilo Eterovic

## F
- Damian Felicia
- Juan Fernández
- Lucas Fernández
- Oliver Fernández
- Julio Ferreira
- Francisco Foronda

## G
- Luis Galarza
- Sergio Galarza
- Gonzalo Galindo
- Roberto Galindo
- Samuel Galindo
- Arturo García
- Ausberto García
- Cristian García
- Gerson García
- Ignacio García
- Luis García
- Daniel Garzón
- Daniel Giménez
- Jesús Alejandro Gómez
- Antonio González
- Pedro Guiberguis
- Adrián Guillermo
- Javier Guzmán
- Oscar Guzmán

## H
- Jaime Herbas
- Jesús Herbas
- Edson Hinojosa

## I
- William Ibáñez
- Guillermo Imhoff
- Diego Issa

## J
- Jairzinho
- Cristino Jara
- Eduardo Jiguchi
- Josimar
- Daniel Juárez
- Julián Junco
- Jusselio
- Raúl Justiniano

## L
- Laniyan
- William Lara
- Fabricio Lenci
- Fabio Lima
- Sacha Lima
- Jose Luís Llanos
- Jose Loayza
- Brayan López
- Luis Fernando
- Leonardo Luppino

## M
- Cristhian Machado
- Henry Machado
- Vladimir Marín
- Mauro Machado
- Eligio Martínez
- Raúl Medeiros
- Osvaldo Medina
- Victor Melgar
- Martín Menacho
- Limbert Méndez
- José Luis Mendoza
- Miguel Mercado
- Flávio Minuano
- Gualberto Mojica
- Tito Montaño
- Limberg Morejón
- Nicolas Mosquera

## N
- Yonny Nay
- Nilton
- Héctor Núñez

## O
- Cristian Ojeda
- Juan Ojeda
- Edgar Olivares
- Pablo Olmedo
- Hector Ortega
- Miguel Ortíz
- Cristian Ovelar

## P
- Daner Pachi
- Luis Paz
- Ricardo Pedriel
- Marcos Pereira
- Michel Pérez
- Agustín Picciolo
- Álvaro Pintos
- Leitão Polieri
- Claudio Ponce
- Eduardo Porcel
- Miguel Prado

## Q
- Félix Quero
- Gustavo Quinteros

## R
- Nicolás Raimondi
- Luis Ramallo
- Rodrigo Ramallo
- Emanuel Reinoso
- Gerardo Reinoso
- Luis Reyes
- Cristian Reynaldo
- Alvaro Ricaldi
- Renato Riggio
- José Gabriel Ríos
- Juan Carlos Ríos
- Roberto Rivas
- Marco Rivera
- Marco Rivero
- Marcelo Robledo
- Jammar Roca
- Yomar Rocha
- Luis Rodríguez
- Ramiro Rodriguez
- Richard Rodríguez
- Erick Rojas
- Richard Rojas
- Erwin Romero
- Sebastián Romero

## S
- Juan Salaberry
- Rafael Salguero
- Cristian Salinas
- Pablo Salinas
- Amilcar Sánchez
- Juan Sánchez
- Fernando Sanjurjo
- Nicolás Sartori
- Rafael Scandolo
- Sérgio João
- Mauricio Soria
- Vladimir Soria
- Nelson Sossa
- Marcelo Sozzani
- Carlos Suárez
- Gianakis Suárez
- Hugo Súarez
- Nicolás Suárez

## T
- Nicoll Taboada
- Gastón Taborga
- Nicolas Tagliani
- Francisco Takeo
- Edwin Tenorio
- Eduardo Terrazas
- Jhon Tierradentro
- Carlos Tordoya
- Nicky Torres
- Didi Torrico
- Jair Torrico
- Marcelo Torrico
- Jesús Toscanini
- Roberto Troncoso
- Túlio
- Marco Túlio

## U
- Juan Urruti

## V
- Daniel Vaca
- Jimmy Vaca
- José Valencia
- Luciano Varaldo
- Carlos Vargas
- Christian Vargas
- Freddy Vargas
- Walter Veizaga
- Félix Vera
- Iani Martín Verón
- Johnny Villarroel (1955)
- Johnny Villarroel (1968)
- Eduardo Villegas

## Z
- Pedro Zabala
- Mario Zabalaga
- Julio Zamora
- Mauro Zanotti
- Luis Zapata
- Cristian Zárate
- Joel Zayas
- Zé Carlos
- Edward Zenteno
- Oscar Zenteno
- Ivan Zerda